# Dysosmie

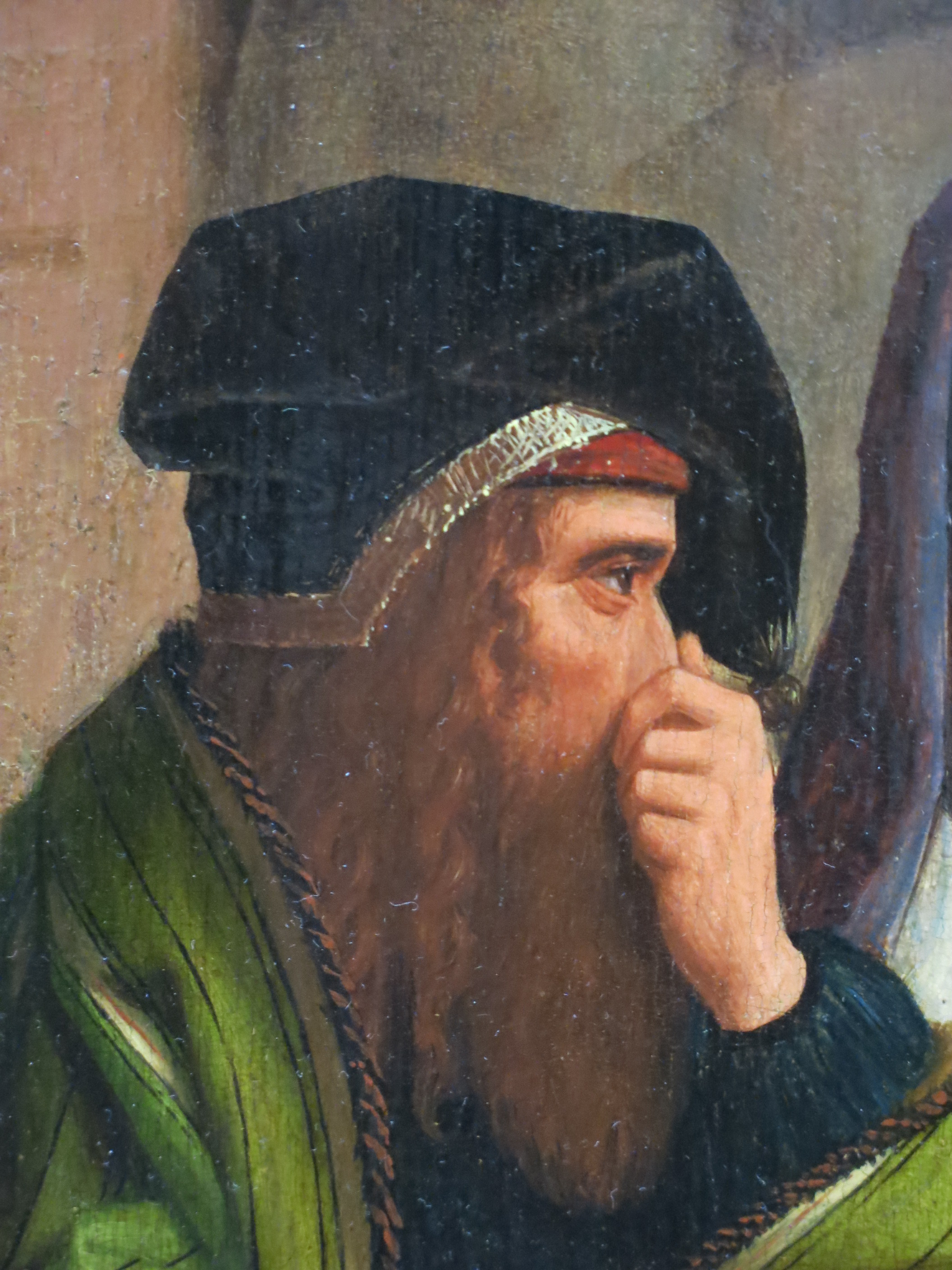

Les dysosmies, appelés aussi troubles de l'odorat, désignent l'ensemble des affections médicales dans lesquelles le sens de l'olfaction est altéré. 
Elles sont classées en différentes types :
- L'anosmie, perte de l'odorat, est le désordre de l'odorat le plus fréquent. Cette affection peut être temporaire ou permanente, congénitale ou acquise.
- L'hyposmie est un sens de l'odorat diminué. C'est usuellement un état temporaire succédant à une grippe aiguë. Ce handicap est parfois appelée anosmie partielle.
- La parosmie est un odorat « distordu ». Une personne souffrant de parosmie trouvera, par exemple, désagréables des odeurs qu'elle appréciait avant l'apparition de ce trouble. Cette altération peut avoir une origine organique (par exemple, lésion cérébrale) ou psychique.
- La phantosmie est une forme d'hallucination olfactive durant laquelle un individu perçoit des odeurs qui ne sont pourtant pas présentes dans l'environnement.
- L'hyperosmie est une sensibilité accrue aux odeurs. On l'observe parfois chez des individus à personnalité neurotique ou histrionique.
- La presbyosmie réfère à la diminution ou perte de l'odorat qui vient avec l'âge du fait du vieillissement. Elle est parfois associée à une surmortalité, toutes causes confondues[1].
- La cacosmie est la perception d'une mauvaise odeur réelle, souvent liée à un foyer infectieux dentaire ou sinusien[2].